# Victor Bataille (homme politique, 1887-1975)
Pour les articles homonymes, voir Victor Bataille et Bataille (homonymie).
Victor Antoine Martial  Bataille, né le 12 novembre 1887 à Riom-ès-Montagnes et mort le 10 novembre 1975 à Neuilly-sur-Seine, est un homme politique français.

## Biographie
Docteur en droit, il devient avocat en 1909.
Dès 1914, il s'engage en politique en étant candidat, malheureux, aux législatives dans l'arrondissement de Mauriac (Cantal) contre Fernand Brun, qui est réélu.
Mobilisé le 2 aout 1914 au 90e régiment d'infanterie, il est trois fois blessé, trois fois cité et obtient la Croix de chevalier de la Légion d'honneur.
Membre de l'Alliance démocratique, il est élu député du Cantal en 1919 sur les listes du Bloc national et rejoint le groupe de la Gauche républicaine et démocratique. Il défend une ligne de droite nationaliste et agrarienne. Battu en 1924, il quitte le Cantal pour la Saône-et-Loire. Il s'implante politiquement au Creusot, avec le soutien actif de la puissante famille Schneider, en devenant, en 1928 conseiller général puis, l'année suivante maire de la ville.
En 1931, il crée, grâce aux fonds de la famille Schneider, un petit parti local, l'Action républicaine et de paix sociale (ARPS), qui compte pas moins de 5 200 adhérents pour la seule ville du Creusot, qui ne compte que 30 000 habitants.
Candidat aux législatives de 1932 dans l'arrondissement d'Autun, comme candidat "radical indépendant" mais surtout violemment anti-socialiste, il l'emporte face à Paul Faure et retrouve la chambre des députés. Il y prend des positions déflationnistes et se pose en défenseur du franc.
Réélu en 1936 comme candidat d'opposition au Front populaire, il siège toujours parmi les radicaux indépendants. 
Le 10 juillet 1940, il vote en faveur de la remise des pleins pouvoirs au Maréchal Pétain et accepte ensuite de rester en fonction comme maire du Creusot, pendant l'occupation.
Frappé d'inéligibilité à la Libération, il abandonne la vie politique et exerce comme avocat au barreau de Paris.
Victor Bataille est aussi le cousin de l'écrivain et philosophe Georges Bataille.

## Distinctions
- Croix de guerre 1914–1918
- Officier de la Légion d'honneur (1938)

## Œuvre
Des mutineries à la victoire (1917-1918) - Victor Bataille et Pierre Paul - Éditions Robert Laffont - Collection "L'Histoire que nous vivons" - 1965 - Prix Général-Muteau de l’Académie française en 1966

## Sources
- « Victor Bataille (homme politique, 1887-1975) », dans le Dictionnaire des parlementaires français (1889-1940), sous la direction de Jean Jolly, PUF, 1960 [détail de l’édition]